# Quintus Cornelius Senecio Annianus
Quintus Cornelius Senecio Annianus war ein römischer Politiker und Senator des 2. Jahrhunderts n. Chr. 
Durch eine Inschrift ist belegt, dass Annianus folgende Ämter (in dieser Reihenfolge) innehatte: Quaestor, Tribunus plebis, Praetor, curator viae Latinae, Legatus legionis der Legio VII Gemina, curator viae Appiae und Statthalter (Proconsul) in der Provinz Bithynia et Pontus. Danach wurde er Suffektkonsul während der Regierungszeit von Antoninus Pius. Fälschlicherweise wurde dieses Suffektkonsulat früher auf das Jahr 116 datiert, tatsächlich war er im Jahr 142 zusammen mit Lucius Tusidius Campester Konsul.
Annianus war in der Tribus Galeria eingeschrieben. Er stammte aus Carteia in der südspanischen Provinz Baetica. 